# أكسل وورلد: إنفينيت برست
أكسل وورلد: إنفينيت برست (باليابانية: アクセル・ワールド INFINITE∞BURST، بالروماجي: Akuseru Warudo Infinito Bāsuto) هو فيلم أنمي ياباني خيال علمي، مقتبس من سلسلة الرواية الخفيفة أكسل وورلد، من تأليف ريكي ماواهارا. الفيلم من إنتاج استوديو سنرايز ومن إخراج ماساكازو أوبارا، عرض في اليابان في 23 يوليو عام 2016.

## القصة
تبدأ القصة بملخص مدته 40 دقيقة لمسلسل الأنمي التلفزيوني، وبعد ذلك تظهر شخصية جديدة تعرضت لحادث في صالة ألعاب رياضية
أدى إلى دخولها المستشفى.

## الأداء الصوتي
| الشخصية            | الأداء الصوتي    |
| ------------------ | ---------------- |
| كورويوكيهيمي       | ساتشيكا ميساوا   |
| هارويوكي أريتا     | يوكي كاجي        |
| توكومو مايوزومي    | شينتارو أسانوما  |
| تشيوري كوراشيما    | أكي تويوساكي     |
| فوكو كوروسامي      | أيا إندو         |
| يونيكو كوزوكي      | رينا هيداكا      |
| بلاد ليبارد        | أياكو كاواسومي   |
| آش رولير           | كينيتشي سوزومورا |
| أوتاي شينوميا      | يومي هارا        |
| غرين غراندي        | تاكايا كورودا    |
| يلو راديو          | أكيرا إيشيدا     |
| فيريديان ديكيوريون | كينجي ياناغيساوا |
| إرون بوند          | ناويا نوساكا     |
| ليغنوم فيتاي       | أوسوكا أوغامي    |
| بيربل ثورن         | كاوري ميزوهاشي   |
| سوندان شايفر       | ميوكي كوبوري     |
| ليمون بيريت        | أوسوكا أوغامي    |
| ريسا تسوكيوري      | تشيناتسو أكاساكي |
| نيكس               | آوي يوكي         |
| ميتاترون           | يوكانا           |

## وصلات خارجية
- الموقع الرسمي باللغة اليابانية
- أكسل وورلد: إنفينيت برست على موقع IMDb (الإنجليزية)
- أكسل وورلد: إنفينيت برست على موقع قاعدة بيانات الفيلم (الإنجليزية)
- أكسل وورلد: إنفينيت برست على موقع ليتربوكسد (الإنجليزية)
- أكسل وورلد: إنفينيت برست على موقع كينوبويسك (الروسية)
- أكسل وورلد: إنفينيت برست على موقع ANN anime (الإنجليزية)